# 鎌田有芽
鎌田 有芽（かまだ ゆめ、1997年10月27日 - ）は、日本の女子バスケットボール選手である。ポジションはセンター。Wリーグの姫路イーグレッツ所属。

## 来歴
北海道帯広市出身。
帯広大谷高校から静岡産業大に進学。
卒業後はAC播磨イーグレッツに加入。チームは姫路イーグレッツとなり2022年よりWリーグに参入。